# AIR-EDGE
AIR-EDGE(エアーエッジ、旧表記AirH") は、DDIポケットが2001年6月1日から提供した、PHSのパケット通信を活用したデータ通信サービスである。サービス開始時の通信速度は32もしくは64kbpsであったが、最終的には約800kbpsとなった。
多くの場合はインターネット・サービス・プロバイダ (ISP) への無線アクセスとして利用されたほか、法人向けに企業LANへのインターネットを介さない閉域サービスを提供することもできた。常時接続ではなく、従来のダイアルアップ同様、オンデマンド接続であった。
2018年3月31日、ソフトバンクとウィルコム沖縄が、PHS事業の新規契約受付を終了、2021年1月31日にPHSの音声通話・データ通信サービスは法人向けテレメタリングプランを除いて全て終了し、それと共に本サービスも一般向けの提供を終了。
なお後述のとおり、2023年3月31日に終了した法人向けテレメタリングサービスの一部では、AIR-EDGEサービスが使用されていた。2023年3月31日にテレメタリングサービスを含むすべての公衆PHSサービスが終了した。

## 概説
このサービスを開始するにあたり、当時PHSサービスを提供していた他の事業者 (ドコモPHS、アステル) とは異なり、基地局のソフトウェアアップデートで済んだだけでなく、全国均一なサービスを提供していたため、サービス開始当初から現ワイモバイルのPHS (H") が利用できるほぼ全国のエリアで利用できた。移動体通信での定額データ通信サービスに先鞭をつけ、2004年に当時のウィルコムが世界に先駆けて導入した音声通話用端末でのフルブラウザ定額制も本サービス無くしては実現し得なかったものであり、2005年の音声通話定額制の導入と共に音声端末での契約が激減していた同社が復権する原動力となった。他方、基地局への新プログラムを追加していく過程で、メモリ容量を確保するため、需要のなくなった古いサービスのプログラムは一部、削除された。
エアーエッジが利用できる端末には、PCカードやCFカードなどの形状をしたデータ通信専用の端末と、音声通話用の端末でエアーエッジに対応したものがある。前者には、PC・PDAによる音声通話可能なものもある。後者は、当初の機種は専用ケーブルでPC等と接続した場合にしかエアーエッジは利用できなかったが、2003年4月に端末でのメールやネット閲覧による通信もエアーエッジで行うようにした「AIR-EDGE PHONE (エアーエッジフォン)」が登場した。また、エアーエッジをモジュールとしてPCなどに内蔵した「AIR-EDGE IN (エアーエッジイン)」というものも存在するほか、法人向けのテレメトリングにも用いられていた。
基本的なターゲットは屋外でノートパソコンやPDAなどを用いたモバイル通信を行なうユーザーで、人口カバー率99%以上というウィルコムの完成されたエリアを重視する層であった。他方、エリアの面展開は出来ないがより高速な通信が必要で、スポット的に喫茶店などで使えればよいという当時のユーザーには公衆無線LAN (Wi-Fi) という別の選択肢があり、ウィルコム自身が無線LANサービスのオプションを提供していた。
2005年2月2日にDDIポケットがウィルコムへ社名変更した際、エアーエッジの表記も「AirH"」から「AIR-EDGE」へ変更された。

## 通信方式
エアーエッジは、従来PHSで利用されていたデータ通信方式のPIAFS等と異なり、パケット通信を行っていた。このパケット通信のみを利用する通信方式である パケット方式 と、従来型の回線交換通信を用いたPIAFSとパケット通信とを自動切換えすることにより併用する通信方式の フレックスチェンジ方式 とがあった。通信端末および料金コースによって各通信方式に対応・非対応が異なるので、利用したい通信方式に応じて機種と料金コースとを選ぶ必要があった。下記の料金コースはデータ通信向けの料金コースのみを記し、音声通話向けコースのオプションサービスは省略する。

### フレックスチェンジ方式
エアーエッジのサービス開始当初から32kbpsを超える速度が利用可能だった通信方式である。パケット通信とPIAFSによる回線交換通信を自動切替する通信方式は「フレックスチェンジ方式」と呼ばれ、これは「ネット25」でのみ利用できた。この方式では、通信負荷に応じて、後述の1xパケット通信と最大64kbpsの回線交換通信とを自動的に切り替えるというものである。なお、回線交換通信もベストエフォート (PIAFS 2.1ないし2.2) なので、基地局の混雑によって32kbpsで通信している場合もあった。フレックスチェンジ方式対応の通信端末が必要。

### パケット方式
パケット通信のみ利用する通信方式は「パケット方式」と呼ばれ、サービス終了時における「1xパケット方式」からサービスが開始した。次いで本多エレクトロン (当時) が提案した同「4xパケット方式」を開始したのちに、2005年2月18日には「AIR-EDGE[PRO]」として「8xパケット方式」を開始した。通信速度は下り最大で32kbps・128kbps・256kbpsとなっており、この時点まではW-OAMのような通信方式の高度化は行わず、PIAFS 64kbpsのように単純に基地局の利用リソースを消費することによって速度を向上させていた。各方式ごとに加入が必要な料金コースが異なり、8xパケット方式の利用には「新つなぎ放題」もしくは「つなぎ放題[PRO]」「ネット25[PRO]」「パケコミネット[PRO]」、4xパケット方式の利用には「つなぎ放題[4x]」もしくは「パケコミネット」「ネット25」、1xパケット方式の利用には「つなぎ放題[1x]」の加入が必要だった。なお「{\displaystyle n}x」と言うのは束ねるリンク数の最大値の事であり、利用者からアクセス可能な基地局や混雑状態に応じて通信速度が変化する「ベストエフォート方式」である。
2006年2月1日には、高度化PHSであるW-OAMの導入により、各パケット方式はそれぞれ51kbps・204kbps・408kbpsに高速化されたが、それと同時に64kbbps (W-OAM非対応の場合) ないしは102kbpsで通信が可能な2xパケット方式の導入と1xパケット方式に対応した料金コースで2xパケット方式の利用を可能とした (料金コースの改名も含む) ため、「料金そのまま、速度3倍」としていた。更なる高度化を実施したW-OAM typeGを2007年春に開始するとアナウンスされ、対応したAX530INが4月5日に発売されたが、基地局回線の光IP化が未了であり、ISDNのままであったのため8xパケット方式であっても512kbpsどまりとなっていた。京セラでは11月9日に光IP化対応基地局の量産を開始しており、2008年2月16日にサービス開始の山形県新庄市の本合海地区の基地局では、当初より光IP化された基地局が設置された。
DDIポケット (当時) がエアーエッジのサービス開始に向けて開発したPHSパケット通信は、PHSの1チャンネル (搬送波) に4スロットあるタイムスロットのうちの制御スロットを活用するという物だった。この制御スロットは5%くらいしか使用されておらず、この制御スロットに関連付けていたISDN回線も結果的に利用率が悪いものとなっていた。これらを有効活用すべく開発された。
多くのパケット通信では通信量に応じた課金となるが、料金コース「ネット25」および「ネット25[PRO]」ではパケット方式の通信であっても接続時間に応じた課金となる。ネット25は法人契約の場合、全社員の利用分を合計した後の課金となるため、ごく一部のユーザが1月に25時間以上つないでも全体としては基本料金以上の課金がされないことが多かった。ウィルコムは、エアーエッジが簡単には切断されない一方で、強制切断や切断認識のサイクルが複雑化していることから、端末側での体感と課金システム上の接続時間は精密には一致しないことを注意喚起していた。

### 各通信方式の切替え
各通信方式の間の切替は、PPPダイヤルアップ先の手動切替による。プロバイダのアクセスポイント電話番号の最後に、下記の記述子をつけて電話機より発呼する。##で始まる番号を含めてアクセスポイント番号だと思っているユーザが多いが、実は##以降は電話番号の一部ではなく、電話機に対して通信方式を指定するATコマンドである。通信方式については、次のような規則により切替えられる。なお、実際の電話番号やダイヤルアップ記述子については、ウィルコムや接続先プロバイダのウェブサイト等を参照のこと。
- 1xパケット方式 (通常は##61)
- フレックスチェンジ方式 (通常は##7)
- 2x、4xまたは8xパケット方式 (通常は##64)

なお、多くの機種はPIAFS通信にも対応しており、##4でコールするが、エアーエッジサービスの定額料金制の範疇外となってしまうため、パケット・オンリーの設定を依頼すると、PIAFSではつながらなくなり、誤用を防止できた。エアーエッジがIPにしか対応していないのと異なり、PIAFSであればX.25を含む、その他のデータ通信形式も利用できた。

## 特長
エアーエッジはパケット通信を行っており、データ通信中にエリア外 (圏外) になり物理的なPHS無線回線が切断されても、ダイヤルアップPPPは仮想的に接続状態が保持 (ドーマント状態) される。これにより、一定時間後にエリア内 (圏内) に戻れば、ユーザから見てダイヤルアップPPPが切断されることなく、データ通信を継続することができるという特徴があった。これにより、通信中のセッションが切断されにくいという意味で安定したデータ通信が可能であった。

### 料金（税込）
2010年12月時点
(通則)
- 「新つなぎ放題」、「つなぎ放題[PRO]」、「つなぎ放題[4x]」および「つなぎ放題」は、パケット方式の通信が定額制となる。
- 「ネット25[PRO]」ではパケット方式 (1x～8x) の通信が月に25時間まで定額利用できる準定額制となる。なお、25時間の超過分は10.5円/60秒の従量制となる。ただし超過分20,100円以上は課金されない。なお、ネット25でAIR-EDGE PHONEセンター (AIR-EDGE PHONE端末単体接続専用) に接続した場合、月25時間分定額の対象とはならず、別途パケット料金が従量制で掛かる。
- 「ネット25」ではパケット方式 (1x～4x) およびフレックスチェンジ方式の通信が月に25時間まで定額利用できる準定額制となる。超過分やAIR-EDGE PHONEセンター接続の場合の扱いは「ネット25[PRO]」と同様。
- 「パケコミネット」ではパケット方式の通信が、月200,000パケット (1パケット=128バイトで計算) まで定額利用でき、超過分は1パケット0.0315円の従量制となる。ただし超過分20,100円以上は課金されない。PDA向けのコースである。
- なお、いずれの場合もプロバイダ接続料が別途必要となる。後述の#プロバイダ参照。
- 下記のW-OAMまたはW-OAM typeG通信でも別途の通信料金はかからない。
- 料金コースの集約化に伴い、今後、データ通信端末でのAIR-EDGE向けの料金コースはパケット方式を問わない「新つなぎ放題」のみとなり、これ以外の料金コースは2011年2月28日 (店頭での受付は2010年12月31日) に新規受付を終了する。

各コースで利用できる最大通信速度および料金は、それぞれ次の表のとおりである。
| 料金コース      | 最大通信速度 (上下各、理論値)                | 最大通信速度 (上下各、理論値) | 最大通信速度 (上下各、理論値) | 月額料金 | 月額料金   | 備考                    |
| 料金コース      | 標準                                         | W-OAM時                       | W-OAM typeG時                 | 通常     | 最大割引時 | 備考                    |
| --------------- | -------------------------------------------- | ----------------------------- | ----------------------------- | -------- | ---------- | ----------------------- |
| 新つなぎ放題    | 256kbps (8x)                                 | 408kbps (8x)                  | 512～800kbps (8x)             | 3,880円  |            | 契約は2年毎の自動更新。 |
| つなぎ放題[PRO] | 256kbps (8x)                                 | 408kbps (8x)                  | 512～800kbps (8x)             | 12,915円 | 11,088円   |                         |
| つなぎ放題[4x]  | 128kbps (4x)                                 | 204kbps (4x)                  | 256〜400kbps (4x)             | 9,765円  | 7,329円    |                         |
| つなぎ放題      | 64kbps (2x)                                  | 102kbps (2x)                  | 128〜200kbps (2x)             | 6,090円  | 3,654円    |                         |
| ネット25[PRO]   | 256kbps (8x)                                 | 408kbps (8x)                  | 512～800kbps (8x)             | 7,245円  | 5,544円    |                         |
| ネット25        | 128kbps (4x) 64kbps (フレックスチェンジ方式) | 204kbps (4x)                  | 256～400kbps (4x)             | 5,670円  | 3,402円    |                         |
| パケコミネット  | 128kbps (4x)                                 | 204kbps (4x)                  | 256～400kbps (4x)             | 4,935円  | 2,961円    |                         |

(表注)
- ({\displaystyle n}x) ＝ {\displaystyle n}xパケット方式。束ねるマルチリンクの数。
料金コースでの上限リンク数に関わらず、端末が対応する最大のリンク数に制限される。現在、音声端末 (W-SIM端末含む) では最大4xまで。
- 最大割引時の金額は、年間契約割引＋長期割引＋「A&B割」で、4割引 (契約後3年を越えた場合) が適用された場合の金額。なお「A&B割」 (エービーワリ) とは、既にウィルコム指定プロバイダ (OCNやau one net、Yahoo!BBなど、CATV以外の主要プロバイダはほとんど対象) のADSLやFTTHといった、いわゆるブロードバンドインターネット接続コースに契約している場合、AIR-EDGEの契約の際にその旨を書き込むと、料金が約15%割引になる制度である。割引は他に「マルチパック」などがある。なお、[PRO]の付くコースは長期割引は適用対象外。なお、料金コースを「新つなぎ放題」に絞り込むため、年間契約割引、「A&B割」、マルチパックは2011年2月28日 (店頭での受け付けは2010年12月31日) をもって新規受付を終了する。
- 音声通話に対応する端末で通話した場合、標準コース等の音声通話向け料金コースと違い通話1回当りの接続料はかからない[19]。

(料金コース)
- 新ウィルコム定額プラン
ウィルコムの電話同士の通話が定額制となる基本料金プラン。そのため、基本的には音声端末向けの料金コースである。標準コース等と違い通話1回当りの接続料はかからない[20]。なお、willcomドメインのメール送受信についても定額制が適用される。
基本料金は月額2,900円。年間契約割引、長期割引、「A&B割」、データセット割引、複数回線割引などの割引サービスは適用されない。ファミリーパックやマルチパックなどは適用される。データ通信については定額ではなくパケット料金 (0.084円/パケット) が発生するが上限は2800円。

- 新通話パック
新ウィルコム定額プラン向けのオプション。1050円で携帯電話や一般加入電話へ2倍の2100円分無料通話ができる。

### プロバイダ
基本的にAIR-EDGEの使用時 (後述のAIR-EDGE PHONE等については別途後述する) は、AIR-EDGEの回線契約 (および通信料) とは別に、ISPとの契約 (および接続料) が必要だった。
このISPについては、WILLCOMの公式ISPサービスであるPRINや、それ以外のISPも別途プロバイダ契約が必要となるが利用可能である。なお、既に自宅などで固定回線にISPを利用している場合には、当該ISPが提供するAIR-EDGE接続サービスを利用すると、場合によっては割安または無料となる場合があった。

### MEGA PLUS（高速化サービス）
エアーエッジでは、高速化サービス「MEGA PLUS」を利用することで、専用サーバを介し、画像を含むデータを圧縮し通信容量を低減した形で通信が可能になった。パソコンに専用クライアントソフトをインストールする必要があった。対応OSはWindows/Mac。圧縮対応プロトコルはHTTP/HTTPS/POP3/IMAP/SMTP/FTP/RTSP (一部OSでは非対応プロトコルあり)。月額利用料は500円・税込で、[PRO]の付く料金コースは無料となった。
なお以前は「トルネードweb」(Venturi Client for AirH") として無料提供されており、その改良版として有料提供されたもの。また、2005年1月当初、つなぎ放題/[4x]での月額利用料は1050円・税込に設定されていたが、ユーザからの不評などにより、同年9月に500円・税込に統一されたうえ、開始当初から価格改定の間まで無料キャンペーンが継続されたため、幻の料金となった。
このサービスは利用者数の減少により、2010年12月31日をもってサービスを終了することが発表された。現在利用中のユーザーには他社の類似サービスへの案内を行っていた。

## 課題と展望
この項では2000年代後半当時の競争環境における、当時の課題と展望を記述する。

### 通信速度
2006年2月23日、高度化PHS規格「W-OAM」の導入により、W-OAM対応通信時に最大408kbpsを、また、2007年4月5日の「W-OAM typeG」の導入により、最大512～800kpsを実現していた。通信速度に係るその他の詳細は前述を参照。
よってW-CDMA方式による第3世代移動通信システムの標準的な1ユーザ当たり速度 (ユーザレート) 384kbpsを上回る数値を、理論値ではあるが達成していた。
AIR-EDGEは一時期、理論値と比べ遅いという評判が立ったが、これは主として、通信パイプの太さの示す「帯域」が足りないことではなく、一瞬、体感できるほどの反応の遅れ (遅延) があることが理由だった。遅延は、網内のアルゴリズムの改善で、大幅に解消された。また、Venturiを用いた高速化サービスは、PCにプロキシ設定を施すものであるためIPsecクライアントソフトとの相性が悪く、最悪のケースでは社外からLANへの接続ができなくなる場合があった。
一方、第3世代移動通信システムでも、第3.5世代移動通信システムと称する2Mbpsや、それ以上の下り通信速度となるものが、一部でサービス提供中である。これらは、1つの携帯電話基地局にアクセスが集中すると速度が落ちるという欠点がある。というのも、この「2Mbpsやそれ以上の通信速度」というのは、通常、「1つの基地局が通信できる最高速度」 (セルスループット) または、「基地局のセル中の一定角度方向のセル内の部分である1セクタ内で通信できる最高速度」 (セクタスループット) であり、それをこの基地局を利用するユーザーで共用するためである。また、携帯電話では、通常、1基地局あたりのカバーエリア (セル半径) が広く (マクロセル)、結果的に収容ユーザ数が多くなるため、セル半径の小さい (マイクロセル) PHSによるエアーエッジと比較して、混雑時のユーザレートの速度低下が顕著になりうる、と言う事をウィルコムでは広告のアピールポイントとして謳っていた。
対して、PHSは通信チャネルがFDMとされ、日本ではPHS用の帯域内で数10チャンネル (公衆用) の割り当てが可能である。基地局はDCA (Dynamic Cell Assign) により自律分散型で通信チャネルの周波数割り当てを行う。よって通信チャネルの周波数が異なれば、基地局のセルを干渉を起こさずにオーバーラップさせる事は容易である。以上から、単位面積当たりの総スループットについては、マイクロセルによるPHSと、典型的なマクロセルによる3G・3.5G携帯電話とを比較すると、理論上は最大で2桁程度、前者が高くする事が可能である。 (実際に、高トラフィックな大都市中心部では、それに近いようなレベルで高密度な基地局設置がなされている。
これに対して、携帯電話事業者では3.5G等のさらなる高速化や、周波数利用効率の向上を目指して開発を続けた。また、定額制サービスの提供にあたっては、輻輳対策として、一部のネットワークアプリケーションの制限や、転送量により速度制御を掛けるなどの対策を取る事業者もあり、それは今日の4G、5Gにおいても継続している。

### PC定額制
通信端末をパーソナルコンピュータ (PC) に接続または内蔵して利用したような場合には、音声端末などによる場合と比較して、通信する総データ量が著しく大きくなる (1桁以上) ことが知られていた。
2009年1月時点の日本国内で、PCに接続した場合にも料金定額制となるのは、以下のサービスのみであった。
- PHSであるエアーエッジと、電力系通信事業者の一部PHSサービス (ケイ・オプティコムのeo64エア)
- イー・モバイルによる定額制サービス。
- NTTドコモ (FOMA) - 定額データプランHIGH-SPEED・定額データプラン64K
- KDDI (au) - 「Packet WINシングルサービス」 (「WINシングル定額」)

ただし、2005年7月25日より、MVNOによる法人向けVPNアクセス回線限定ながら、ボーダフォン (現ソフトバンクモバイル) の第3世代携帯電話 (3G) 回線でのPC等外部接続の定額制が日本通信より提供開始された。
典型的な第3世代携帯電話やその事業者 (NTTドコモ・au・ソフトバンクモバイル) では、1000万人単位の端末単体通信ユーザを抱えているため、混雑時の速度低下や電波帯域の不足、投下設備資本の回収上など問題から、PC定額制の導入が大幅に遅れたと見られていた。各社とも、2007年春前後、PDA限定の定額制を一部導入し、 (Biz・ホーダイ、PCサイトダイレクト等)、さらに3.5Gインフラの拡大や、プロトコル制限・転送量制御などの適用により、導入に踏み切った。
PHSが早期にPC定額制を実現できているのは、設備投資の点でも携帯電話より安価な上、マイクロセル方式によりトラフィックを分散できるためである。
2007年末までに、イー・モバイル、NTTドコモに続いてKDDIが、PC接続での定額制データ通信サービスへ参入し、この分野での競争激化の本格化が予想されている。他方で、スマートフォンのデータ通信量の負担に耐えかね、定額料金制を本音ではやめたがっている携帯電話事業者は少なくないと見られる (実際に、各社のLTEサービスでは、一定のパケット容量を超えた場合は、速度制限がかけられるケースがほとんど)。
なお料金制度に関しての詳細はパケット定額制、モバイルデータ通信定額制の各項目も参照のこと。

### その後
2005年より、主要電話局にITX (IP Transit Exchange、IP中継交換機。NTT東西回線をバイパスする装置。) の導入が進められており、高トラフィックの都市部に概ね導入されていると言う。ITXにより、バックボーン回線をウィルコムが構築したIP網に切り替えた上で、将来的に各基地局に光ファイバーを接続。現在は1チャンネルあたり51kbpsの通信が可能で、変調方式の高度化 (QAM) により、これを最大96～100kbpsまでに高速化。これを最大16本束ねることで1.5Mbpsのサービスを提供する計画とされていた。 (W-OAMの項目も参照)
参考：ウィルコムインタビュー「2つのアプローチで体感数Mbpsを目指す」

### ウィルコム経営再建以降
2007年以降、次世代PHS等の試験や免許取得に向かうが、モバイルブロードバンドであるイー・モバイルやUQコミュニケーションズの参入が相次ぎ、また2009年には経営破綻、経営再建となり、以降は3.9G、4GやLTEの普及により、急速に競争力を喪失した。

## AIR-EDGE PHONE（エアーエッジフォン）

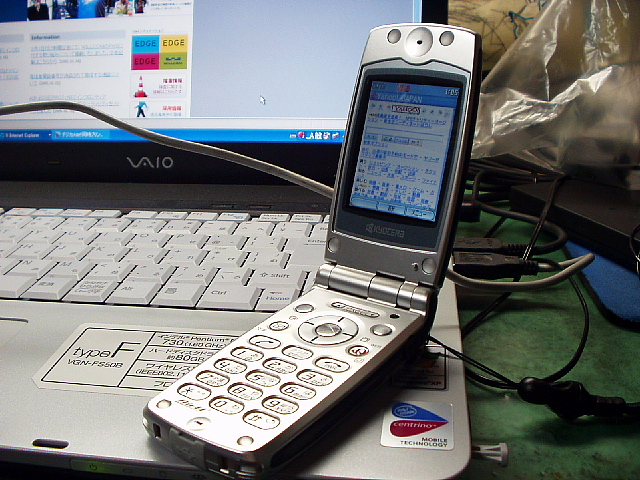
フルブラウザ搭載のエアーエッジフォン・AH-K3001V

エアーエッジサービスの一つとして、また音声端末の一種別として、2003年4月1日からウィルコム (旧DDIポケット) が開始したもの。旧表記：AirH"PHONE。
なお、2005年～2006年冬モデル以降の、WXシリーズ端末は、「AIR-EDGE PHONE」を名乗っておらず、音声端末によるウェブブラウズサービスについても「公式サイト」 (WXシリーズや、WS009KE,WS018KE,WS023Tなど) ないしは「ウィルコム公式サイト」 (主に、スマートフォン) と呼称されていたが、実質的には、その直接のかつ事実上の後継機種であった。よって、本項目では便宜上、AIR-EDGE PHONEに含めて取り扱う。
従来の端末はPCカードやCFカードタイプのものか、対応音声端末にPCやPDAなどをケーブルで接続した場合のみ通信回線としてエアーエッジが利用できるというもので、これをエアーエッジ端末単体で音声通話・Eメール・ウェブブラウザが利用できるようにしたものである。
端末単体で通信 (ウェブ・メール等) する場合も、「つなぎ放題コース」の契約でPCとケーブル (USB) で接続し、エアーエッジ対応ISPに接続して通信した場合も、いずれも同じく完全定額制となった。このような利用方法が可能な端末は現在のところエアーエッジフォンとイー・モバイルの電話端末のみである。携帯電話のパケット定額制は前述のサービスを除き、端末単体でのみ有効で、PC等と接続した場合は、通常は従量課金対象となった。
AIR-EDGE PHONEによる通信は、 (リンク数が) 最大4xパケット方式となり、最大通信速度は標準で128kbps、W-OAM時は204kbpsとなった。1xパケット方式のみ対応の端末では32kbpsまで。対応端末ではフレックスチェンジ方式による通信も可能。2007年現在、8xパケット方式による通信は利用できなかった。
なおAIR-EDGE PHONEの基本仕様としては次のものがあり、全てのAIR-EDGE PHONE (および後継機種) に共通して搭載されていた。
- USBケーブルによる外部接続 (コネクタ形状はメーカーにより異なる)
- ブラウザ搭載
- POP3/SMTP対応のEメール送受信機能
端末専用メールだけでなく、他プロバイダのメールアカウントに直接アクセス可能。ただしウィルコムのメールと違い自動受信は原則、出来ない。
- 他のAIR-EDGE対応プロバイダのアクセスポイントへのPPP接続
端末専用のもの (AIR-EDGE PHONEセンター) 以外のアクセスポイントにも直接接続可能。

### 略歴
サービス開始時に発売されたのは、日本無線の端末「AH-J3001V」「AH-J3002V」の2機種である。この端末では、一部のiモード用ウェブサイトの閲覧も可能な「cHTML」に対応したブラウザ (Compact NetFront) や、POP3/SMTP対応のEメール送受信機能等を搭載する。端末単体およびPC接続等のいずれのデータ通信についても「完全定額制」の選択が可能なことから、発売開始から一部では高い人気を博した。
2004年5月14日には京セラの端末「AH-K3001V」がラインナップに追加された。この端末ではデジタルカメラや、PC向けのウェブブラウザ「Opera (オペラ)」を携帯電話・PHS用にチューニングした物が搭載された。5月の発売後は3日間で2万台以上を販売し、その後数ヶ月にわたって品不足が続くなどPHSでは近年まれに見るヒット商品となった。日本無線製端末と同様、内蔵ソフトウェアをユーザーがアップデートすることも可能となっていた。
2005年9月1日、AH-K3002Vが発売された。これはAH-K3001Vのカメラ機能を省き、代わりにセキュリティ対策として、リモートロック機能を搭載したものである。
AH-K3002Vまでの機種は、1xパケット方式のみ対応 (最大32kbps)。AH-J3003Sでは2005年2月以降のファームウェアの更新により、PC/PDAへの外部接続時の4xパケット方式通信 (最大128kbps) に対応した。
2005年～2006年冬モデルとしてWX310K、WX300K、WX310SA、WX310J、2006年～2007年冬モデルではWX220J、WX320K、WX321Jが発売。これらの機種は「AIR-EDGE PHONE」を名乗っていないが、事実上の後継シリーズであった。
WX300Kは2006年6月以降のファームウェアの更新により、4xパケット方式通信 (最大128kbps) に対応している(それまでは1xパケット方式のみ対応)。WX310シリーズでは、当初から4xパケット方式通信 (最大128kbps) に標準で対応していた。
WX220J/WX320K/WX321Jでは、4xパケット方式通信の他、W-OAMによる通信に標準で対応し、最大通信速度は標準で128kbps、W-OAM時は204kbpsとなった。
その他、2006年以降、WILLCOM SIM STYLEというW-SIM対応の各種端末もリリースされた。機種によって仕様は大きく異なるものの、AIR-EDGE PHONEの基本的な機能仕様については、各端末に概ね踏襲されていた。
ウィルコム#通信端末の項目も参照。

### AIR-EDGE PHONEセンター
基本的に、AIR-EDGE PHONEの端末単体の通信 (ウェブ・メール等) をする場合には、ウィルコムが用意する端末単体専用のアクセスポイントを利用した。このセンターは、AIR-EDGE PHONEの名称使用時期には「AIR-EDGE PHONEセンター」と呼ばれていたが、AIR-EDGE PHONEの名称使用が控えられるとともに、単に「ウィルコム経由のパケット通信時」などと表現され、正式な名称は付かなくなった。なお、AIR-EDGE PHONE等で接続時に「CLUB AIR-EDGE」等と表示されるが、CLUB AIR-EDGEは正式には端末単体アクセス専用のポータルサイトの名称であった。#CLUB AIR-EDGE参照。
本項目では便宜上、この端末単体アクセス専用のアクセスポイントを「AIR-EDGE PHONEセンター」と呼ぶ。
AIR-EDGE PHONEの端末単体の通信 (ウェブ・メール等) をする場合に、公式のAIR-EDGE PHONEセンターだけでなく、前述のAIR-EDGEで使用されるような一般のISPと接続して使用することも可能であった (別途、契約および接続料等が必要となった。例えば、Java VM搭載の機種では、公式以外のJavaアプリがAIR-EDGE PHONEセンター経由での通信を利用する事ができず、一般のAIR-EDGE接続用ISPとの接続・通信が必要となる。さらには、AIR-EDGEの範疇からは外れるが、PIAFS方式による回線交換接続すら可能であった。ISPのAPや、PIAFS対応の任意のAPに接続し、ウェブ・メール等のIP通信が可能。
さらに、AIR-EDGE PHONEを外部のPC/PDA等に接続して通信する場合には、前述のAIR-EDGEと同様の使用方法で、AIR-EDGE接続ISP等が必要となった。
これらの端末単体・外部接続の別や、アクセスポイントの別により、通信料等の課金体系が異なる場合があり、複雑である。もっとも、AIR-EDGE PHONEの端末単体の通信 (ウェブ・メール等) のみを利用するユーザは、何ら設定をしなくとも、ウィルコムが用意する「AIR-EDGE PHONEセンター」に接続するものであるから、その限りではなかった。

### 高速化サービス
端末上でAIR-EDGE PHONEセンターに接続して使う場合、「高速化サービス」を利用することで専用サーバを介し、画像データ等を圧縮し通信容量を低減した形で通信が可能になるため、Webやメールでの体感速度が速くなった (月額利用料315円・税込)。なお、AIR-EDGE PHONEの名称を使用していた時期にはこのサービスの呼称も「AIR-EDGE PHONE高速化サービス」としていたが、その後、AIR-EDGE PHONE名称使用が控えられるとともに、この呼称も単に「高速化サービス」となった。
W-ZERO3向け高速化サービス
W-ZERO3 / W-ZERO3[es] 向けに専用クライアントソフトをインストールする事により、体感速度がより向上するとしている。2007年4月23日開始。

### 愛称
- 「AIR-EDGE PHONE (エアエッジフォン)」が極端に訛った「味ぽん」の愛称がつけられるようになった。出自は2ちゃんねるだと考えられている。
- 本来「味ぽん」とはAIR-EDGE PHONE全てを指すものだが、1年以上他の機種が発売されなかったこともあり、日本無線製のエアーエッジフォンAH-J3001V/J3002Vのみを指して「味ぽん」と呼ぶケースもある。
- 「AH-K3001V」は京セラ製の味ぽん、ということから「京ぽん」の愛称で呼ばれている。京セラは2005年4月4日付けで、「京ぽん」を商標登録出願した[25][26]。これは悪意を持った第三者による濫用を牽制するのが目的であり、言葉自体を独占する意図はないとコメントした。
- 同様に「WX310SA」は三洋製の味ぽん、ということから「洋ぽん」の愛称で呼ばれていた。

## CLUB AIR-EDGE
CLUB AIR-EDGE (くらぶえあえっじ) は、AIR-EDGEおよびAIR-EDGE PHONE利用者向けの、ウィルコムの公式ポータルサイトであった。
概略
- AirH" (AIR-EDGE) の開始時から、「Club AirH"」の名称で、AIR-EDGE接続のPC向けのポータルサイトとして開始。
- その後、PDAにAirH" (AIR-EDGE) を接続して利用する形態が普及し、「Club AirH" for PDA」の名称で、AIR-EDGE接続のPDA向けのポータルサイトとして開始。
- その後、AirH" PHONE (AIR-EDGE PHONE) のサービスインしAIR-EDGE PHONE端末向けのポータルサイトの開始とともに、上記のポータルサイトも含めて名称変更され、「Club AirH" for PC」「Club AirH" for PDA」「Club AirH" for AirH" PHONE」の三本立てとなった。
- その後、AIR-EDGEおよびAIR-EDGE PHONEへの名称変更と共に、「CLUB AIR-EDGE for PC」「CLUB AIR-EDGE for PDA」「CLUB AIR-EDGE for AIR-EDGE PHONE」に改称。
- その後、AIR-EDGE PHONEの名称使用が控えられるとともに、AIR-EDGE PHONE端末向けのポータルサイトが単に「CLUB AIR-EDGE」となった。

なお、AIR-EDGE PHONE等では、アクセスポイントへの接続時に「CLUB AIR-EDGE」等と表示されることがあるため、CLUB AIR-EDGEが公式アクセスポイント (#AIR-EDGE PHONEセンターのように解釈されることも、公式・一般と問わず見られた。

## AIR-EDGE対応端末

### データ通信専用端末
- MC-P300 (SII、PCMCIA)
- RH2000P (TDK、CF typeI)
- CFE-02 (NECインフロンティア)、CF typeII)
- AH-G10 (本多エレクトロン (現ネットインデックス))、PCMCIA)
- AH-N401C (NECインフロンティア、CF typeII)
- AH-H401C (本多エレクトロン、CF typeII)
- AH-H403C (本多エレクトロン、CF typeII)
- AH-F401U (富士通、USB)
- AH-S101S (SII、SD)
- AH-S405C (SII、CF typeI)
- AH-H407P (本多エレクトロン、PCMCIA)
- AX510N (NECインフロンティア、PCMCIA、AIR-EDGE[PRO]対応)
- WS002IN ("DD") (ネットインデックス、USB、W-SIM端末、RX420AL利用時に限りW-OAM対応)
- WS008HA (ハギワラシスコム、ExpressCard/34、W-SIM端末、RX420AL利用時に限りW-OAM対応)
- AX420S (SII、CF typeI、W-OAM対応)
- AX420N (NECインフロンティア、CF typeI、W-OAM対応)
- AX520N (NECインフロンティア、PCMCIA、W-OAM及びAIR-EDGE[PRO]対応)
- AX530IN (ネットインデックス、PCMCIA、W-OAM typeG及びAIR-EDGE[PRO]対応)
- AX530S (SII、PCMCIA (アダプタ装着によりUSB接続可能)、W-OAM typeG及びAIR-EDGE[PRO]対応)

### intelligent H"
intelligent H"とは、AIR-EDGE対応 (PC等に接続しAIR-EDGEとして使用可能) のfeelH"端末を、一時期そう呼称したもの。
- KX-HV50 (九州松下電器<現:パナソニック コミュニケーションズ>製)
- KX-HV200 (同)
- KX-HV210 (同)
- RZ-J700 (三洋電機製)
- H-SA3001V (同)

### AIR-EDGE PHONE

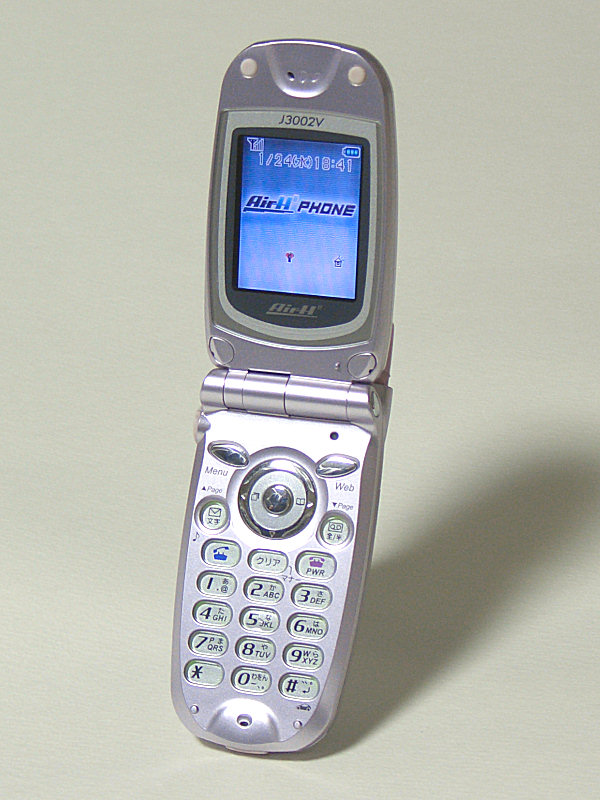
AH-J3002V

- AH-J3001V (日本無線)
- AH-J3002V (日本無線)
- AH-J3003S (日本無線)
- AH-K3001V (京セラ)
- AH-K3002V (京セラ)

#### WX220/300/310/320シリーズ
なお、公式にはWXシリーズであり、AIR-EDGE PHONEのブランドは伴わない。
- WX300K  (京セラ)
- WX310K  (京セラ)
- WX310SA  (三洋電機)
- WX310J  (日本無線)
- WX220J  (日本無線)
- WX321J  (日本無線)
- WX320K  (京セラ)
- WX320T  (東芝)

### W-SIMモジュール
AIR-EDGEの通信機能も網羅する。
- RX410IN (ネットインデックス)…2005年11月25日発売。 単体ではなく、WILLCOM SIM-STYLEの機器に挿入して音声通話・データ通信を行うための通信モジュール。WS001IN、WS002IN、WS003SH、WS004SH、WS005IN、WS007SH、WS008HAには標準添付 (後に、WS008HAはRX420ALに、それ以外はRX420INに差し替えられている)。
- RX420AL (アルテル)…2006年12月19日発売。この端末から単体購入が可能になった。新規契約のWS009KE、WS018KE、WS023T、WS024BF、WS026Tには標準装備され、WS009KEとのセットは2006年12月14日に先行発売。
- RX420IN (ネットインデックス)…2007年4月10日発売。WS011SH (Advanced/W-ZERO3 [es])、WS014IN、WS016SH、WS020SHに標準装備されている。
- RX430AL (アルテル→エイビット)…2009年12月17日発売。WS027SHに標準装備される。

WILLCOM SIM STYLE端末については、W-SIMの項目を参照のこと。

### AIR-EDGE IN対応端末
- FMV-BIBLO LOOX T50G/W (富士通)
- FMV-BIBLO LOOX T50E/W (富士通)
- FMV-BIBLO LOOX S80C/W (富士通)
- FMV-BIBLO LOOX T60D/W (富士通)
- FMV-BIBLO LOOX T93C/W (富士通)
- FMV-BIBLO LOOX S80B/W (富士通)
- FMV-BIBLO LOOX T93B/W (富士通)
- FMV-BIBLO LOOX S73AW (富士通)
- FMV-BIBLO LOOX T86AW (富士通)
- FMV-BIBLO LOOX S9/70W (富士通)
- FMV-BIBLO LOOX S8/70W (富士通)
- FMV-BIBLO LOOX T8/80W (富士通)

## 対応プロバイダ
プロバイダには、ADSLや光回線に加入しているとPHSの通信料金だけで使えるところと、ADSLや光回線の利用料金とは別にプロバイダ指定のAIR-EDGEコース等に加入してオプション料金を払わないと使えないところの2種類があった。全てサービス終了している。
- ふれあいインターネット 法人マックス・月コース 付加的サービス 3,240円/月
- BEKKOAME INTERNET ベッコアメ・ライト 2,160円/月 福祉割引あり12,960円 (年会費制)
- Canonet ダイヤルアップ (モバイル対応) 2,160円/月 サービス抱き合わせなどの諸条件あり
- E-JAN ダイヤルアップ接続 2,160円/月
- 群馬インターネット 固定制 (電話料金別プラン) 2,160円/月 20,000円 (1,333円/月換算)/年払+３ヶ月分サービス
- インフォスフィア AIR-EDGEコース 2,160円/月
- JENS SpinNet 基本料金内での付加的サービス 2,160円/月
- Webしずおか マルチコース (付加的サービス) 1,998円/月
- OKBNET モバイルプラン 1,944円/月 19,440円 (1,620円/月換算)/年払
- 3WEB 各種プラン付加的サービス 1,922円/月 21,600円 (1,800円/月換算)/年払
- いわみインターネット 基本料金内での付加的サービス 1,728円/月
- サンフィールド・インターネット アクセスフリーコース 1,620円/月
- PRIN 1,575円/月
- ニルスインターネット AirH"プラン 1,575円/月
- かなざわネット AirH"プラン 1,575円/月
- アイコムティ MnetIPコネクト・モバイル 1,490円/月
- marimo internet ダイヤルアップ接続コース オプションサービス 1,223円/月
- アーバンインターネット (do!up) オプションサービス 1,080円/月
- U-netSURF ダイヤルアップ接続サービスの付加的サービス 1,080円/月
- 株式会社大塚商会 αWeb エアエッジコース 1,080円/月
- サザンクロス エアエッジプラン 1,080円/月
- えるねっと迫 AirH"(エアーエッジ)コース 1,080円/月
- リムネット オプションサービス 1,058円/月
- アレスネット エアエッジコース 1,058円/月 口座振替も対応
- まねきねこ エアエッジコース 1,058円/月
- JASNET21 モバイルコース 1,026円/月
- ACROSS ダイヤルアップコース 1,026円/月 9,500円 (791円/月換算)/年払
- インターネットMAGMA AIR-EDGE対応プラン 1,026円/月
- A-Net エアエッジプラン 980円/月
- NMTnet My-Web&Mailセット 付加的サービス 972円/月
- オープンサーキット エアエッジコース 972円/月
- AIRnet AirH”コース 972円/月
- アイネットコミュニケーションズ エアエッジサービス 972円/月 11,016円 (918円/月換算)/年払
- エディオンネット モバイルプランST 918円/月
- interQ MEMBERS オプションサービス 864円/月
- @T COM エアエッジコース 864円/月 口座振替も対応
- イオン・ネット どこでもアクセスコース 864円/月
- INTERLINK 864円/月
- コスモスネットコミュニケーションズ モバイル定額接続サービス 864円/月
- KIWI internet エアエッジコース 861円/月
- OCN 840円/月
- KISweb ダイヤルアップデイタイム 付加的サービス 799円/月 口座振替も対応
- JOMON Internet エアエッジプラン 756円/月 7,560円 (630円/月換算)/年払
- WAKWAK 756円/月
- リンククラブインターネット オプションサービス 720円/月
- ZERO エアエッジ接続サービス 648円/月
- SANNET 648円/月
- 7-dj.com AIR-EDGEコース 648円/月
- HITWave モバイル接続 (法人専用プロバイダ) 630円/月
- BIGLOBE オプションサービス 無料〜600円/月
- 117net オプションサービス 540円/月
- ASAHIネット オプションサービス 540円/月
- SYNAPSE シナプス・チョイス オプションサービス 540円/月
- info Pepperインターネット オプションサービス 540円/月
- 四国インターネット AIR-EDGEオプション 540円/月
- ミンク・インターネット エアエッジオプション 540円/月
- ケイ・オプティコム (旧DS Networks) オプションサービス 540円/月
- mitene internet service AIR-EDGEサービス 540円/月
- CORALNET エアエッジサービス 540円/月
- Mirai NET ダイヤルアップ接続プラン 540円/月 学校・福祉割引制度あり
- kyotoInet BB 基本料金内での付加的サービス 540円/月
- MicNet オプションサービス 343円/月
- ぷらら オプションサービス 324円/月
- Tigers-net.com ダイヤルアップ 324円/月
- @NetHome. オプションサービス 210円/月
- au one net オプションサービス

- IIJ モバイルアクセス 324円/月 (2016年3月31日をもってサービス終了)
- hi-ho オプションサービス (2016年3月31日をもってサービス終了)
- TOKAIネットワーククラブ 付加的サービス (2015年11月30日をもってY!mobile端末での接続サービス終了)
- So-net (2015年5月31日をもってサービス終了)
- AT&Tビジネス・インターネットサービス (2015年3月31日をもってサービス終了)
- TikiTikiインターネット 定額モバイルコース 972円/月 (2015年1月27日をもって新規申込終了)
- はまっこ (2014年5月31日をもってサービス終了)
- ホッカイ・ネット (2014年5月31日をもってサービス終了)
- コガネット エアエッジ接続 1,050円/月 (2014年3月31日をもって新規申込終了)
- 生協インターネット (2013年9月30日をもってサービス終了)
- アルファインターネット (2013年1月1日をもってユビキタスプロバイダDTIへ統合によりサービス終了)
- @nifty (2012年6月30日をもってサービス終了)
- DTI エアエッジプラン 950円/月  (2009年5月31日をもって新規申込終了)
- KCOM (2005年3月31日をもってDIONへの集約移行に伴い接続サービス終了)
- ODN オプションモバイルプラン 842円/月 (2004年5月31日をもって新規申込終了)
- ネットウェーブ四国 ダイヤルアップサービス 1,944円/月
- ejnet おもいっきりコース(ダイヤルアップ) 1,260円/月
- BBplus 840円/月
- ツインインターネット モバイル専用コース 486円/月
- ReSET.JP オプションサービス モバイルオプション 324円/月
- コジマネット
- 天糸瓜ネット

など